# Amenophia orientalis
Amenophia orientalis is een eenoogkreeftjessoort uit de familie van de Thalestridae. De wetenschappelijke naam van de soort is voor het eerst geldig gepubliceerd in 1988 door Ho & Hong.